# Windstopper
Windstopper – materiał wynaleziony i produkowany przez WL Gore and Associates. Stosowany do produkcji specjalistycznej odzieży turystycznej i sportowej.
Największe zalety odzieży z warstwą Windstopper to: wyjątkowa wiatroszczelność, pełna oddychalność, długotrwała nieprzepuszczalność wody, bardzo mały ciężar własny, wytrzymałość i odporność na przetarcia. Windstopper ma strukturę miliardów mikrootworów zapewniających dobre warunki oddychalności przy jednoczesnej ochronie przed wiatrem i niekorzystnymi warunkami pogodowymi. Odzież z logo Windstopper musi być produkowana z zachowaniem wysokich standardów dyktowanych przez Gore.